# Mats Petersson
Mats Petersson, född 1954 i Växjö, är en svensk frilansfotograf och kulturentreprenör.